# Julie Restifo
Julie Marie Restifo (Long Island, Nueva York, Estados Unidos; 31 de julio de 1958) es una actriz y directora de teatro venezolana. 

## Vida personal
Restifo estudió Comunicación Social en la Universidad Católica Andrés Bello. Está casada con el actor Javier Vidal y fundó junto con él la productora Jota Creativa. El matrimonio tiene dos hijos, Jan y Josette. Empezó su carrera en el grupo teatral Autoteatro de la Universidad Católica Andrés Bello, mientras cursaba la carrera de Comunicación Social.

## Filmografía
| Título                                                 | Año       | Tipo       | Papel                                     | Notas               |
| ------------------------------------------------------ | --------- | ---------- | ----------------------------------------- | ------------------- |
| Ellas aman, ellos mienten                              | 2018      | Telenovela | Rosa Antonia Díaz                         | Televen             |
| Piel salvaje                                           | 2016      | Telenovela | Marcelina Esquivel                        | Televen             |
| La virgen de la calle                                  | 2014      | Telenovela | Lucía Molina De Rivas                     | Televen             |
| Mi ex me tiene ganas                                   | 2012      | Telenovela | Clara Sotillo                             | Venevisión          |
| La mujer perfecta                                      | 2010-2011 | Telenovela | Antonella "Nella" Montiel Vda. De Moncada | Venevisión          |
| Si me miran tus ojos                                   | 2009-2010 | Telenovela | Josefina Temple De Salaverry              | Venevisión          |
| Son de la calle                                        | 2009      | Película   | Cristina                                  |                     |
| Puras joyitas                                          | 2007      | Película   | Marcela Gruedken                          |                     |
| Y los declaro marido y mujer                           | 2006      | Telenovela | Lucía Mujica De Spert                     | RCTV                |
| Mujer con pantalones                                   | 2004      | Telenovela | Cristina Galué De Torrealba               | RCTV                |
| Amor a palos                                           | 2005      | Telenovela | Manuela Ponce De León                     | RCTV                |
| La Cuaima                                              | 2003      | Telenovela | Arminda Rovaina De Cáceres                | RCTV                |
| La mujer de Judas                                      | 2002      | Telenovela | Joaquina "La Juaca" Leal                  | RCTV                |
| Rosa, un delirio                                       | 2002      | Película   |                                           |                     |
| Viva la Pepa                                           | 2000-2001 | Telenovela | Josefa "Pepa" Lunar De Galán              | RCTV                |
| La mágica aventura de Óscar                            | 2000      | Película   |                                           |                     |
| Hay amores que matan                                   | 2000      | Telenovela | Emma de Castro-León                       | RCTV                |
| Carita pintada                                         | 1999      | Telenovela | Conchetta de Rossi                        | RCTV                |
| Aunque me cueste la vida                               | 1998-1999 | Telenovela | Bélgica Michelena                         | RCTV                |
| La llaman Mariamor                                     | 1996-1997 | Telenovela | Mara                                      | Marte Televisión    |
| Rosa de Francia                                        | 1995      | Película   |                                           |                     |
| Entrega total                                          | 1995      | Telenovela | Renata Borges                             | RCTV                |
| Pedacito de cielo                                      | 1994      | Telenovela | Frida                                     | Marte Televisión    |
| La loba herida                                         | 1992      | Telenovela | Eva Rudel De Castillo                     | Marte Televisión    |
| Río Negro                                              | 1991      | Película   | Sra. Freites                              |                     |
| María María                                            | 1989-1990 | Telenovela | Regina                                    | Marte Televisión    |
| Emperatriz                                             | 1990      | Telenovela | Alma Rosa Corona                          | Marte Televisión    |
| Cinco de Chocolate y Una de Fresa                      | 1990      | Telenovela |                                           | VTV                 |
| Coplan                                                 | 1989      | Telenovela | Jefe de Servicios Secretos                | Personaje episódico |
| De cómo Anita Camacho quiso levantarse a Marino Méndez | 1986      | Película   | Señora Gisela                             |                     |
| Más allá del silencio                                  | 1985      | Película   | Prof. Rebeca Gonza                        |                     |
| Azucena                                                | 1984      | Telenovela | Brenda Mirabal                            | RCTV                |
| Homicidio culposo                                      | 1983      | Película   | Nancy Toro                                |                     |